# Drago dell'Apocalisse

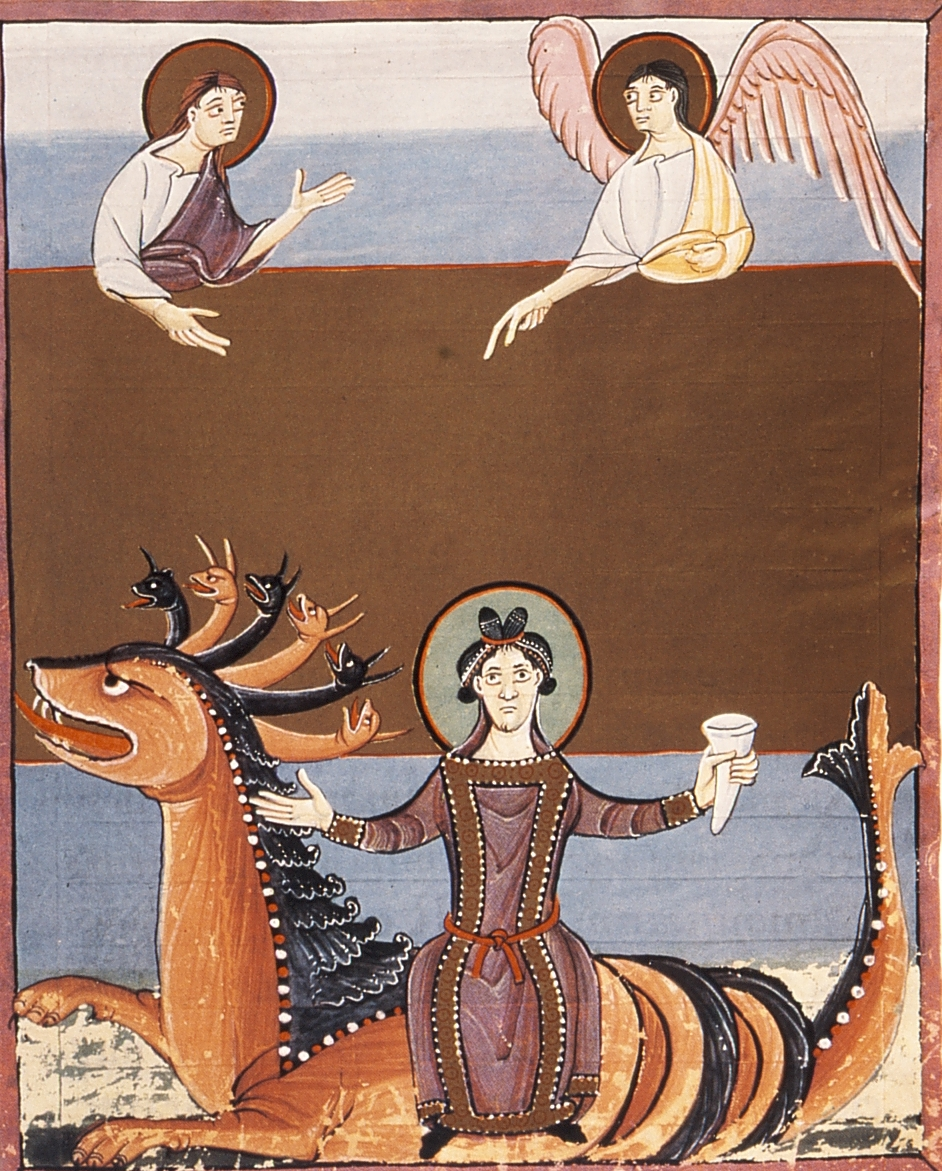
Il Drago dell'Apocalisse con in groppa Babilonia la Grande

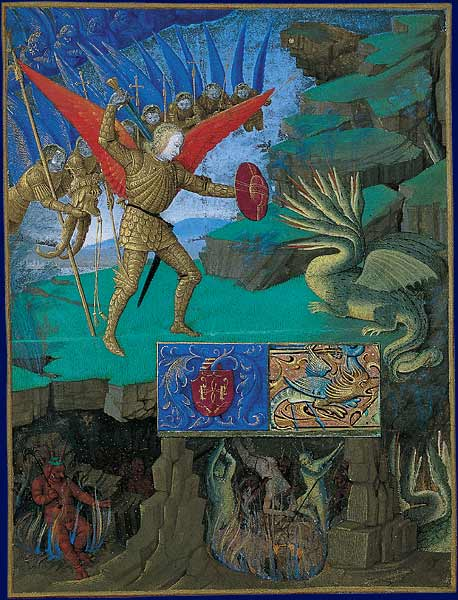
L'arcangelo Michele combatte il Drago dell'Apocalisse

Il Drago dell'Apocalisse è un mostro mitologico, nominato al capitolo 12 dell'Apocalisse di Giovanni.

## Descrizione

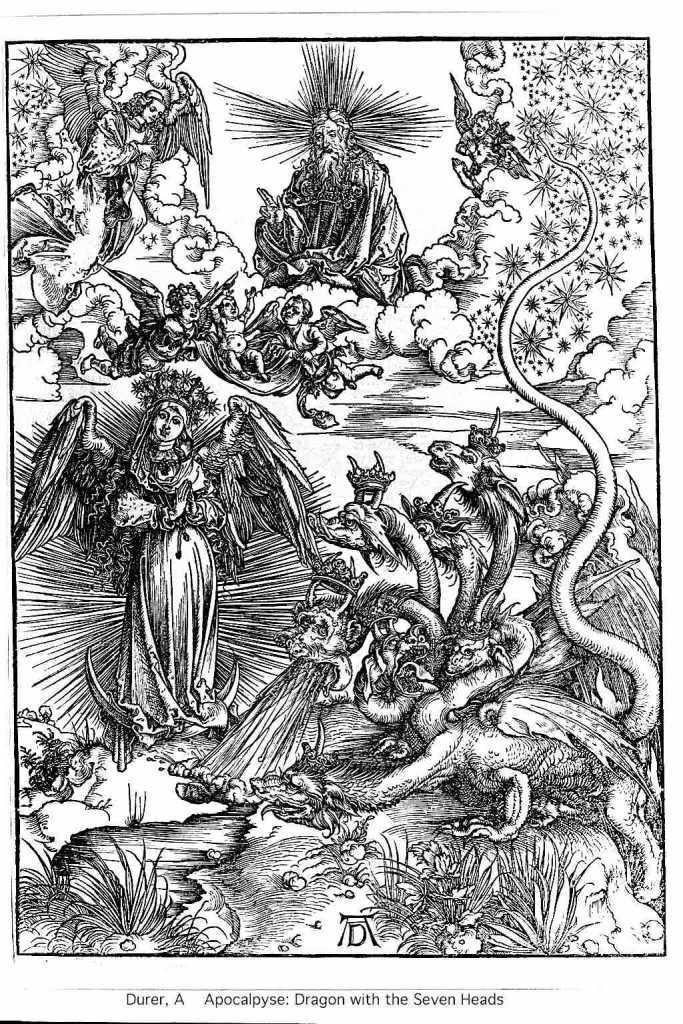
Donna dell'Apocalisse e Drago (incisione di Dürer)

Il Drago dell'Apocalisse viene descritto come un grande drago rosso, con sette teste e dieci corna, e un diadema sopra ogni testa.

Le corna generalmente sono considerate distribuite in tre possibili modi:
- quattro su una testa, sulle altre una;
- su tre teste due corna, sulle altre una;
- dieci su ogni testa, con forme diverse;

Viene presentato subito dopo la descrizione della donna vestita di sole. Questo mostro non è da confondere con la Bestia del mare, con cui ha in comune alcune caratteristiche fisiche, perché si tratta di creature differenti.

## Simbolismo

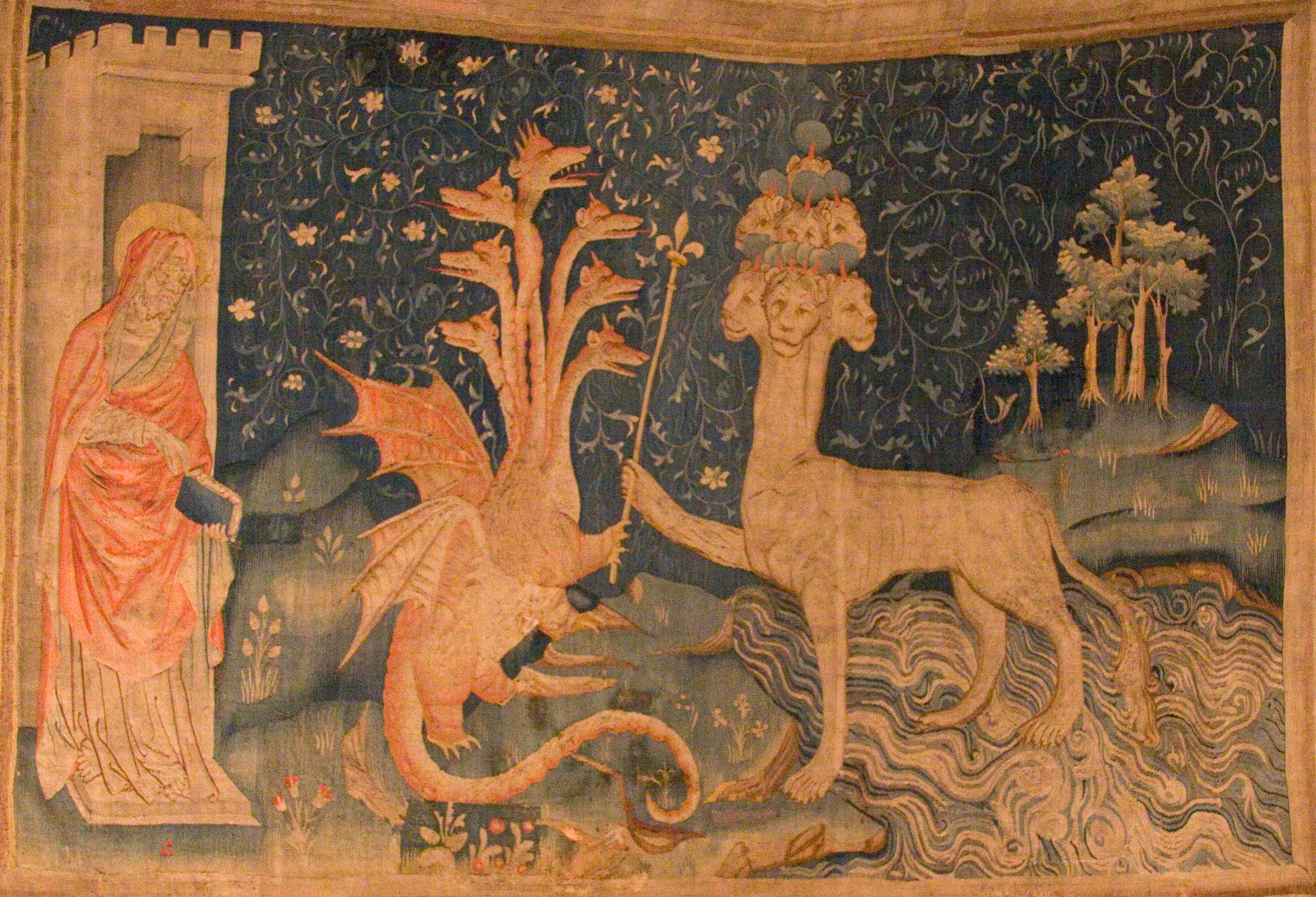
Il Drago dell'Apocalisse e la Bestia del mare

Se la donna vestita di sole viene presentata con simbologia celeste (sole, luna e stelle) il Drago è descritto con simbologia terrestre. Infatti viene identificato con il serpente.

## Interpretazione
Generalmente il Drago viene identificato con Satana, anche seguendo un'indicazione dell'Apocalisse stessa.

### Iconografia medievale

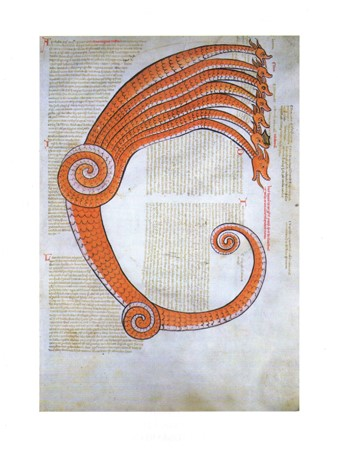
Liber Figurarum (tav. 14)

Nell'iconografia medievale legata al pensiero di Gioacchino da Fiore, ciascuna testa del drago apocalittico può trovarsi associata a una figura storica.
Nel Liber Figurarum di Gioacchino, manoscritto al Corpus Christi College dell'Università di Oxford (mss. 255A - fol. 7r), sei delle sette teste sono associate in sequenza a Erode Antipa, Nerone, Costanzo II (figlio di Costantino Magno e seguace dell'Arianesimo), Maometto, Mesemotus (forse identificabile con il sultano ‛Abd al-Mu’min?) e Saladino, mentre la settima testa è di un Anticristo anonimo.
Nelle Praemissiones e super Esaiam, alla Biblioteca Vaticana (mss. Vaticano Latino 4959, fol. 2r), un commento a Isaia attribuito apocrifamente a Gioacchino da Fiore, redatto dopo la sua morte da qualcuno del suo seguito, spariscono Maometto e Mesemoto, ora sostituiti da Cosroe II e da Henricus primus (Enrico IV o, più probabilmente, Enrico II), mentre la testa del settimo e ultimo Anticristo, precedentemente anonimo, si trova ora attribuita a Federico II di Svevia.
Nel Liber de oneribus prophetarum, altro scritto apocrifo di Gioacchino da Fiore (Biblioteca Vaticana, mss. Vaticano Latino 3822, fol. 5r), si ripete la medesima sequenza offerta dalle Praemissiones: Herodes, Nero, Constantius arrianus, Cosroe, Henricus primus, Saladinus, Fredericus secundus.